# 宋隆郡
宋隆郡，前身即南朝劉宋設置的宋熙郡。《宋書·州郡志》記載，宋元嘉十八年（441年）置宋熙郡以安置交州流民，屬廣州，治平興（今廣東省高要市東），下領平樂縣（劉宋新置）、初寧縣（劉宋新置）、建寧（劉宋新置）、招興縣（劉宋新置）、崇化縣（劉宋新置）、熙穆縣（劉宋新置）、崇德縣（劉宋新置）7縣及昌國、義懷、綏寧、新建4個僑縣。元嘉二十七年（450年），更名宋隆。孝建年間復改為宋熙郡。南齊以後復名宋隆郡。梁、陳因之。隋朝開皇九年（589年）平陳，廢宋隆郡。